# Erich Jungmann
Erich Jungmann (1907 - 1986) est un homme politique allemand affilié au Parti communiste d'Allemagne, puis au Parti socialiste unifié d'Allemagne.

## Biographie
Né le 31 juillet 1907 à Reichenberg, Erich Jungmann est issu d'une famille ouvrière. Après son apprentissage dans une entreprise commerciale, il travaille au service des expéditions à Radebeul et Dresde, avant de devenir ouvrier horticole.
D'abord membre de la Ligue des jeunes communistes d'Allemagne (KJDV), il rejoint le Parti communiste d'Allemagne (KPD) en 1929, et se rend en Union soviétique un an plus tard. De retour en Allemagne, il est nommé secrétaire de la direction des pionniers au comité central de la KJDV et devient membre du comité central du KPD en 1932. Cette même année, il est secrétaire de la jeunesse de la KJVD pour la Basse-Rhénanie. En août 1932, il est responsable à l'organisation du comité central, après des dissensions au cœur du parti, qui mènent aux démissions de Hermann Remmele, Heinz Neumann, Alfred Hiller et Kurt Müller (de).
En novembre 1932, il est élu député au Reichstag.
En 1933, lorsque le parti nazi arrive au pouvoir et que le parti communiste est interdit, Erich Jungmann fait partie de la direction de la jeunesse communiste illégale. En juin 1934, il émigre en Union soviétique où il est consultant pour l'Europe occidentale de l'Internationale des jeunes communistes. Il est ensuite nommé à différents postes du parti communiste, pour lequel il travaille à l'étranger. Alors qu'il se trouve à Paris en tant que coprésident de la KJDV et membre de son secrétariat, il est arrêté en septembre 1939 par la police française et interné au camp du Vernet, puis transféré au camp des Milles en janvier 1942. Libéré en mars, grâce à l'intervention d'Eleanor Roosevelt, rencontré à New York en 1938, il fuit au Mexique. Il adresse alors une lettre à sa salvatrice, afin de la remercier, mais aussi pour lui parler des conditions de détention inhumaines de la prison secrète de Castres, où il connait des prisonniers. Il lui demande d'intervenir auprès du régime de Vichy, afin de libérer les parlementaires Franz Dahlem, Siegfried Rädel, Heinrich Rau ainsi que l’écrivain Rudolf Leonhard, qui y sont enfermés. Néanmoins, la pression exercée par Berlin sur la France empêchera la libération de ceux-ci, dont un grand nombre s'évaderont en 1943.
Au Mexique, Erich Jungmann travaille comme secrétaire du parti communiste local, et en tant que rédacteur en chef du magazine mensuel Allemagne libre, où il incite les communistes allemands à émigrer au Mexique pour éviter le nazisme. Il est l'un des principaux acteurs de cette émigration, aux côtés de Paul Merker et d'Alexander Abusch. En 1946, il revient en Allemagne, et s'installe à Berlin-Est, avant de passer en RFA pour le compte du KPD. Il est alors secrétaire de la direction régionale du parti pour la Basse-Saxe. Exclu du parti après les purges de mars 1951, il revient en RDA, et travaille comme rédacteur en chef au Märkische Volksstimme, puis au Ostthüringer Zeitung (de 1952 à 1953). Dans le cadre du procès Slánský, il est accusé de « déviations sionistes » lors de son exil au Mexique. Il est arrêté et assigné à domicile (chez Leo Zuckermann) à Berlin le 22 janvier 1953. Il est interrogé par les services secrets, et sa femme, Rosl Liner, belle-sœur d'Egon Erwin Kisch, désespérée, tente de se suicider mais survit. 
Il est libéré le 4 avril 1953, à condition de faire des déclarations incriminant d'anciens camarades, tels qu'Adolf Buchholz. Il est nommé chef du service des travaux de l'administration de la Handelsorganisation et travaille aussi en tant que rédacteur au Berliner Zeitung. Réhabilité en 1959, il recommence à traiter les affaires concernant l'Allemagne de l'Ouest, devenant membre du comité central du KPD, alors interdit à l'Ouest. Lorsque le Parti communiste allemand (DKP) est créé en 1968, ce travail devient inutile. En novembre 1971, il est réintégré dans le SED. Il devient alors chef de station de la Radio Berlin International, poste qu'il occupe jusqu'en 1976.
Erich Jungmann meurt le 29 mars 1986 à Berlin-Est. Il est inhumé au cimetière central de Berlin-Friedrichsfelde.

## Distinctions
- Ordre du Mérite patriotique en bronze (1959)
- Ordre de Karl-Marx (1977)
- Étoile de l'amitié des peuples en Or (1982)